# Káto Soúli
Káto Soúli, en grec moderne : Κάτω Σούλι, est un village du dème de Marathon, en Attique, Grèce.
Selon le recensement de 2011, la population du village s'élève à 2 142 habitants.